# Cod ICAO
ICAO, Organizația Internațională a Aviației Civile, a definit
- coduri de aeroport
- coduri de linii aeriene
- coduri de avioane.

## Codul de aeroport

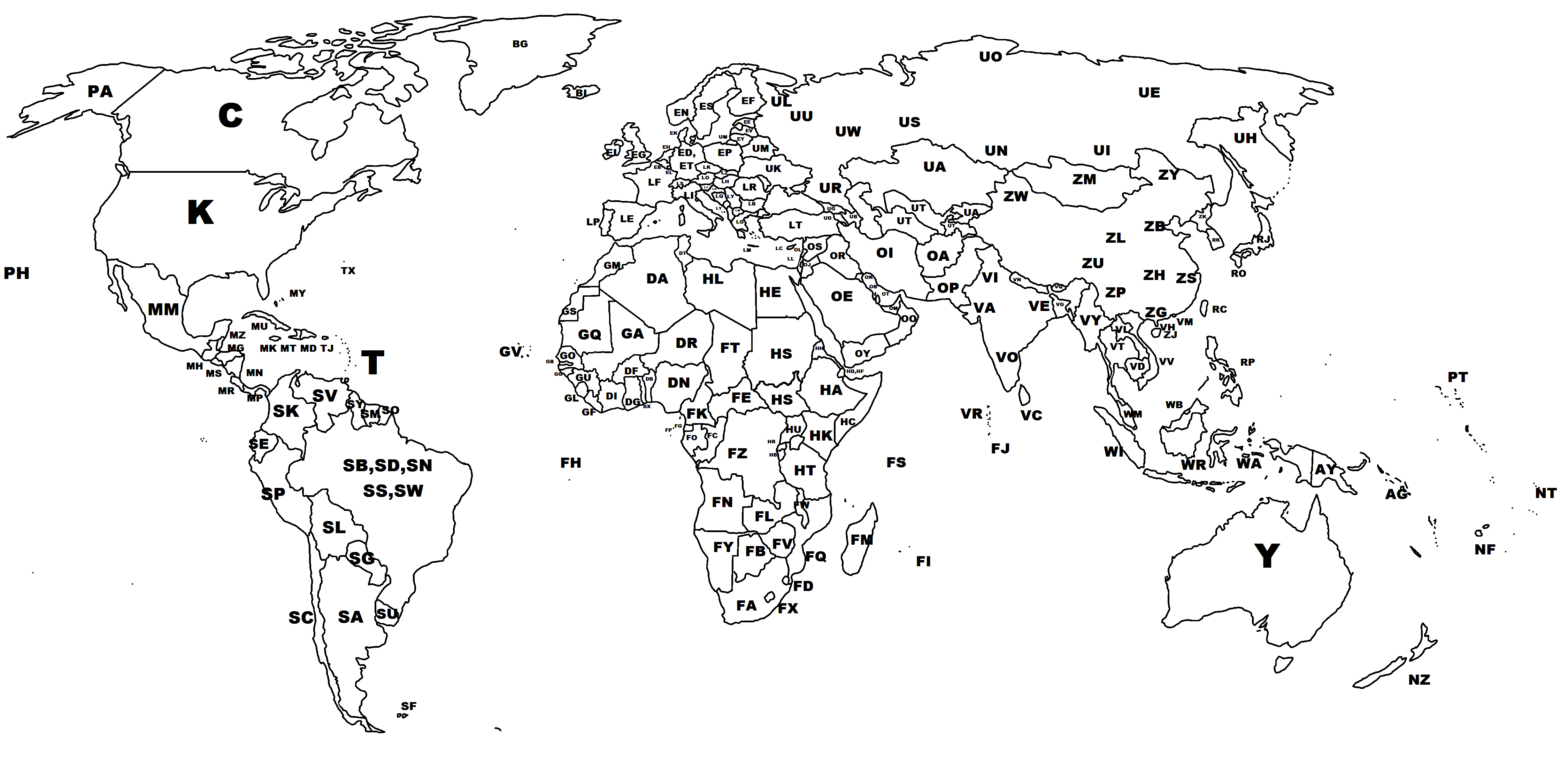
Harta prefixurilor ICAO pentru aeroporturi

| Prima literă | Regiunea                                     |
| ------------ | -------------------------------------------- |
| A            | Oceanul Pacific de Sud-Vest                  |
| B            | Regiunea Arctică                             |
| C            | Canada                                       |
| D            | Africa de Nord și Vest                       |
| E            | partea de nord a Europei                     |
| F            | Africa de Sud                                |
| G            | Africa de Vest                               |
| H            | Africa de Est                                |
| K            | Statele Unite ale Americii                   |
| L            | partea de sud a Europei, Israel și Palestina |
| M            | America Centrală și Antile Mari              |
| N            | Oceanul Pacific de Sud-Est                   |
| O            | Orientul Mijlociu fără Israel și Palestina   |
| P            | Oceanul Pacific de Nord și Alaska            |
| R            | Asia de Est                                  |
| S            | America de Sud                               |
| T            | Insulele Bermude și Antile Mici              |
| U            | Asia Centrală și Rusia                       |
| V            | Asia de Sud                                  |
| W            | Asia de Sud Est                              |
| Y            | Australia                                    |
| Z            | Asia Răsăriteană                             |